# 市田左右一
市田 左右一（いちだ そういち、1910年12月30日 – 1986年6月30日）は、日本の実業家。国際サッカー連盟 (FIFA) 常任理事を日本人としてはじめて務めた。著名な切手収集家でもあり、日本の手彫切手の収集・研究に努めるとともに、多くの著作を通じてその成果を海外に紹介した。

## 生涯
1910年（明治43年）、市田幸四郎・四寿子夫妻の長男としてとして、東京に生まれる。父は日本におけるオフセット印刷の創始者と呼ばれる人物。母はキリスト教伝道者金森通倫の娘。市田家は神戸元町通で著名な写真館「市田写真館」を営んでおり、幸四郎は明治初年に神戸で活動した写真家市田左右太（1843年 - 1896年）から数えて3代目にあたる（ただし市田家は男子に恵まれず代々を養子で継いでおり、幸四郎も養子である）。幸四郎は大正中期に印刷事業に傾注した結果、1913年に市田家から分家、1927年に交通事故死した。
1927年、東京高等師範学校付属中学校（筑波大学附属中学校・高等学校の前身）から旧制広島高等学校（広島大学の前身）に進む。
1932年に九州帝国大学に入学。1934年に九州帝国大学工学部冶金科を修了。大学卒業後はしばらく市田写真館社長を務めた。
1938年に尼崎製鋼入社、1946年に同社常務取締役。1950年に九州大学から工学博士号を取得しており、専門に関する著作として『鉄鋼』（ダイヤモンド社、1950年）も出版している。
しかし、1954年7月、労働争議（尼崎製鋼争議）の末に尼崎製鋼が解散。市田は争議に際して労務担当であり、『文藝春秋』昭和29年9月号に「会社はストライキで潰された！」と題する文章を寄せた。市田は過度に政治的な組合活動を批判しつつ（市田は、1945年の発足当初は労使協調組織であった尼鋼労組の初代組合長でもあった）、経営合理化や労働問題など全面にわたって経営側に計画性・実行力が欠如していたと指摘している。
1955年、淀川製鉄所顧問となる。1957年に日本サッカー協会(JFA) 常務理事に就任、1958年に国際サッカー連盟 (FIFA) 常任理事となる。
1976年、日本特殊形鋼会長に就任。1986年、死去（満75歳）。

## サッカー人として
広島高等学校ではサッカー部に入部。名ストライカーとして知られる手島志郎は広島高校サッカー部の先輩にあたる。1931年には全国高等学校ア式蹴球大会に出場した。九州帝国大学でもサッカー部で主将を務めた。手島志郎は、市田のサッカー選手としての技量については「大したことなかった」という評価をスポーツライターの賀川浩（産経新聞記者）に語っている。
1957年に日本サッカー協会(JFA) 常務理事に就任。これは、流暢な英語を操り海外との交渉ごとに長けた市田を見込んだ手島が、サッカー界に引き込んだのであるという。アジアサッカー連盟（AFC）においてはトゥンク・アブドゥル・ラーマン会長（マレーシア首相）の心をつかみ、1958年にAFCを代表する形で国際サッカー連盟 (FIFA) 常任理事に選出された。東京オリンピック（1964年）を控える中で、数々の仕事をこなした。1959年にラーマンの提唱で始まったAFCユース選手権（現在のAFC U-19選手権）の発案者は市田であるという説も伝えられている（ただし、発案者はJFA会長の野津謙であるともいう）。
東京オリンピック（1964年）終了後、FIFA理事を辞め、JFAからも去った。

## 切手収集家として
市田は、日本の手彫切手について多くの著作を行った。
- 『切手の愉しみ』（池田書店、1958年）
- The dragon stamps of Japan, 1871-1872 （池田書店、1959年、英文）
- The Cherry Blossom Issues of Japan 1872–1876 （All Japan Philatelic Federation、1965年、英文）
- 『墨六』（私家版、1968年）
- 『和紙青色一銭切手』（私家版、1970年）
- 『竜切手』（私家版、1971年）
- 『桜切手 1872～1876』（私家版、1982年）

The Dragon Stamps of Japan 1871–1872 (1959), The Cherry Blossom Issues of Japan 1872–1876 (1965) といった業績に対し、1966年には Crawford Medal が授与されている。このほか、The Six Sen Violet Brown Native Paper Stamp 1874 などの著書がある。
市田はアジア郵趣連盟 (FIAP：Federation of Inter-Asian Philately) を設立して会長を務めたほか、日本郵趣連合 (All-Japan Philatelic Federation) の会長を務めた。
市田は、その仕事によって多くの郵趣の賞を与えられた。
- 1966年 - Crawford Medal
- 1971年 - Roll of Distinguished Philatelists[11]
- 1972年 - Lichtenstein Medal
- 1984年 - Luff Award
- 1987年 - American Philatelic Society Hall of Fame[12]